# 爆笑!家族グルメ みんな気まぐれ日曜日
『爆笑!家族グルメ みんな気まぐれ日曜日』（ばくしょう!かぞくぐるめ みんなきまぐれにちようび）は、1986年4月13日から同年11月30日まで一部テレビ朝日系列局で放送されていたテレビ朝日製作のコメディ番組である。放送時間は毎週日曜 12:00 - 12:45 （日本標準時）。
前番組『やすきよ笑って日曜日』から引き続き横山やすしが出演。前番組で共演していた相方の西川きよしは参議院選挙出馬のために降板し、代わりに伊東四朗が起用された。
系列局の朝日放送はこの時間帯に『日曜笑劇場』の『サブシロのTHE・ハタラケ興業』を放送し、この番組をネットしなかった。